# 鄭子清
鄭子清（1865年—1931年），本名鄭祖揚，字子清，號肯播，「媽宮舉人」鄭步蟾三子，時人多尊稱「三舍伯」。臺灣澎湖廳東西澳媽宮人（今澎湖縣馬公市），日治時期擔任澎湖廳檢稅吏達二十餘年。

## 生平
鄭步蟾（1831年－1878年）為清領時期澎湖媽宮唯二的舉人之一，鄭子清出生於同治四年（1865年），為鄭步蟾第三子、亦為正室李安英第三子；鄭子清尚有一庶兄弟鄭祖年在同治三年（1864年）出世，年歲略長於鄭子清，但族譜仍將嫡出的鄭子清列為第三子。根據後輩子孫鄭紹裘描述，鄭子清樣貌威嚴，且體格甚是魁梧。
光緒21年（1895年），清朝大臣李鴻章與日本大臣伊藤博文簽署《馬關條約》，台灣、澎湖群島自此易幟。因應日本政府於同年頒布「住民去就決定日」，給予居住台灣全境的人兩年的時間決定國籍；鄭子清與其他三位兄弟乃協議商討，長兄鄭祖堯和四弟鄭祖年遷居福建，而鄭子清與次兄鄭祖模則留守澎湖媽宮的祖茨。
在日治時期，鄭子清受聘為澎湖廳的檢稅吏，處理當地稅務達二十餘年，可謂深受日本當局器重，他性格親和，作有「退一步思」之墨寶，引以為座右銘，廣受商界與百姓敬重。

## 身後
昭和六年（1931）農曆九月初七，鄭子清於南町（今啟明里）居處中因腦溢血而忽然暈眩倒地，旋即送至澎湖病院搶救，不幸仍於翌日清晨往生，享壽67歲，後安葬於媽宮草樹仔尾之公墓。
西瀛吟社的吳爾聰感嘆先前曾相約一道募款重修澎湖孔廟的故友，如今共同奮鬥的夥伴又減少一員，為悼鄭子清之逝，吳爾聰撰詩曰：:78
|  | 想生前聖廟募緣，托缽市中願學空門弟子， 悲此日玉樓作記，揮毫天上長辭塵世故人。 |

## 作品

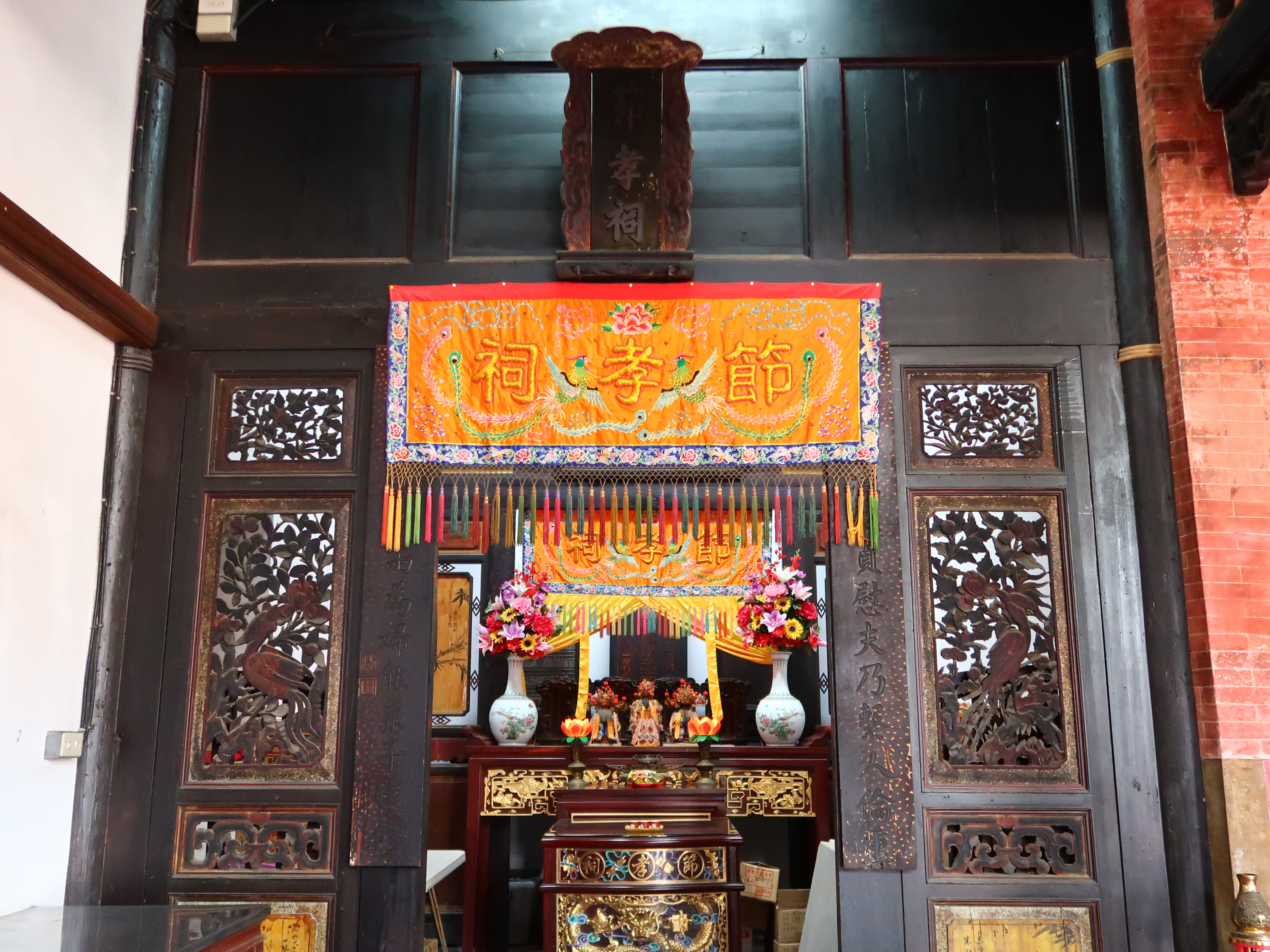
澎湖天后宮節孝祠楹聯（鄭子清題）

鄭子清幼承庭訓使然，擅長詩文，在一新社的樂善堂（鸞堂）擔任錄鸞生，十分熱衷推廣民間風俗勸善的活動。此外，曾於澎湖天后宮內貞節祠題聯曰：:78
|  | 聖柏操凜，松貞慰夫，乃繫人倫重。 愛妻風經，苦雨為婦，能兼子職修。 |

亦在澎湖關帝廟楹聯題曰：
|  | 大義薄雲天，宜篤君臣，情深兄弟。 神威昭海嶠，恩周黎庶，澤被戎行。 |

## 家族
- 鄭子清叔父鄭步雲（1854年－1916年），曾參與1885年的西仔反（清法戰爭），且日治時期曾擔任媽宮街長。[6]:76-77
- 鄭子清姑姑鄭氏佩嫁予「澎湖末代舉人」郭鶚翔（1839年－1907年）。[6]:105
- 鄭子清正室謝氏儉同為媽宮東甲人，其弟謝寶樹為日治時期澎湖廳之通譯官，爾後納來自嵵裡澳雞母塢（今五德里）的吳氏旋為妾。[1]
- 鄭子清一妻一妾皆未有生育，乃領養進益（又名朝基）為子，二兄鄭祖模將第四子鄭暻文出嗣，過繼予鄭子清承續香火。[1]
- 大正三年（1924年）間，長嫂鮑氏桑偕九歲的鄭大洽從廈門返澎依親，曾依附於鄭子清膝下，其姪孫鄭大洽日後出任中華民國台灣省澎湖縣議會的第一屆民選議長。[7][8]